# Vladimír Veselý
Vladimír Veselý (22. února 1933 Praha – 8. května 2013) byl český odborník v oblasti včelařství.
Po 25 let zastával funkci ředitele Výzkumného ústavu včelařského v Dole. Svým celoživotním dílem, které si získalo mezinárodní uznání, se zasloužil o rozvoj včelařství v Česku i ve světě.
Je autorem knihy Včelařství, která se podrobně zabývá všemi důležitými teoretickými i praktickými otázkami chovu včel. Významným způsobem se podílel na likvidaci epidemie ohrožující chov včel v Evropě.
Byl členem exekutivy mezinárodní asociace pro výzkum včel IBRA. V roce 2006 získal ocenění Medaile Za zásluhy III. stupně při příležitosti státního svátku vzniku Československé republiky.